# Velimir Gašić
Velimir Gašić (in serbo Велимир Гашић?; Aleksandrovac, 10 maggio 1964) è un allenatore di pallacanestro serbo.

## Palmarès
- Campionato bosniaco: 1

Borac Banja Luka: 1999-2000
- Coppa di Bosnia ed Erzegovina: 1

Borac Banja Luka: 2000